# Francisco Neto
Francisco Miguel Conceição Roque Neto  (født 11. juni 1981 er en portugisisk fodboldtræner, der siden 2014 har været landstræner for Portugals kvindefodboldlandshold.
Som landstræner formåede han at kvalificere landsholdet til deres første EM-slutrunde, ved EM 2017 i Holland. Her gentog han successen fire år efter ved EM 2021 i England, hvor holdet fik slået sig fast blandt verdenstoppen. Ligeledes lykkedes det ham at føre holdet til den første VM-slutrunde nogensinde i 2022. I maj 2023 udtog han sin første VM-trup som landstræner frem mod VM i fodbold 2023 i Australien/New Zealand. Holdet gik dog ikke videre fra den indledende runde, men vandt én kamp mod Vietnam og spillede uafgjort mod de forsvarende verdensmestre fra USA.